# Битва при Вогезах

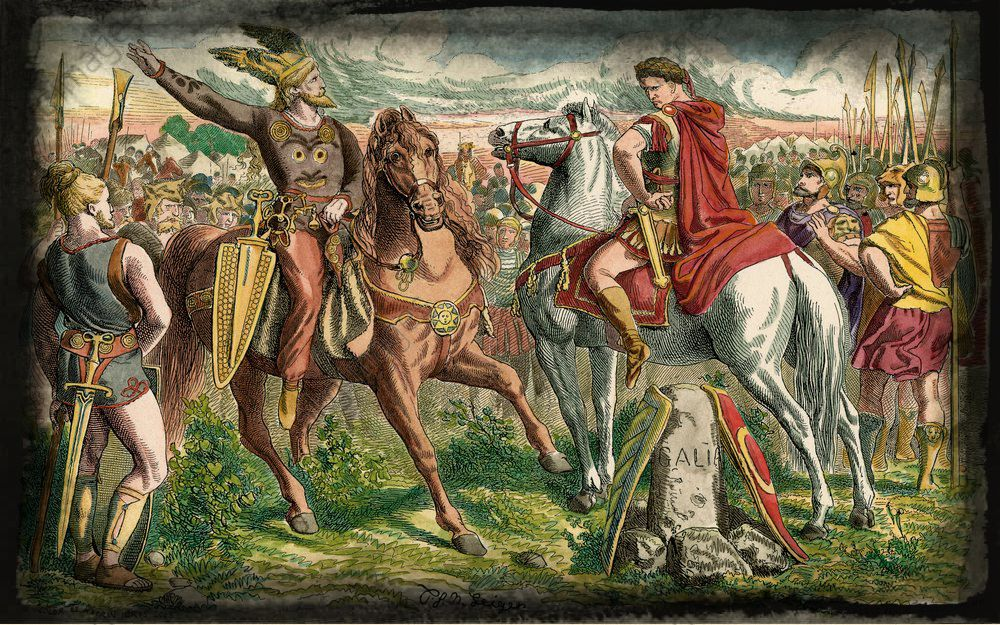
Цезар і Аріовіст (зустріч перед битвою)

Битва при Вогезах або Битва при Весонтіо військове зіткнення, яке відбулося 14 вересня 58 року до нашої ери між германським племенем свебів під проводом царя Аріовіста та шістьма римськими легіонами під командуванням Гая Юлія Цезаря. Ця битва є третьою великою битвою Галльських війн.

## Германці у Галлії
У 61 р. до н.е Аріовіст, вождь племені свевів і цар германських народів, знову розпочав міграцію свевів зі Східної Германії до районів Марни та Рейну. Незважаючи на те, що вони вторглися в край секванів, ці племена звернулися по підтримку до Аріовіста проти едуїв.
Друїд едуїв, Дівіціак, так описував політичну ситуацію в Галлії:
…«Уся Галлія розділена на дві фракції племен: едуї володіють одним князівством, арверни — іншим. Оскільки вони багато років жорстоко сперечалися за владу, арверни й секвани покликали на допомогу германців.»
Приблизно 15 000 германців спочатку перейшли через річку Рейн. Побачивши багаті землі, культуру й війська галлів, «дикі й варварські» гості залишилися там — їхня чисельність зросла до близько 120 000. Під Магетобригою Аріовіст завдав рішучої поразки едуям (ймовірно в березні 60 р. до н.е.). Він правив піднесено й безжально, вимагаючи заручників — насамперед дітей знаті — і піддаючи їх тортурам за найменшу непокору. Зруйновані війною й лихом, едуї, які раніше користувалися пошаною Риму за свої чесноти та дружбу з римським народом, були змушені віддати в заручники найповажніших секванів і присягнути не вимагати й не відмовляти в допомозі римлянам, щоб уникнути повного поглинання.
Дівіціак— єдиний з едуанської знаті, хто не присягав і не віддавав своїх дітей у заручники. Він утік до Риму й звернувся до сенату за допомогою, оскільки не був зв'язаний жодними зобов'язаннями.
Набагато важчою була доля секванів. Аріовіст зажадав від них додаткових земель, віднімаючи одну третину найкращих ґрунтів Галлії для поселення своїх людей, а секванам наказав відступити ще на третину, бо незабаром мав прибути загін із 24 000 харудів. Не отримавши підтримки від Цезаря та Риму, галли мали повторити долю гельветів — залишити свої домівки, шукати нове житло, віддалене від германців, й випробувати долю там. За будь-яку спробу поскаржитися Аріовіст погрожував стратою всім заручникам.

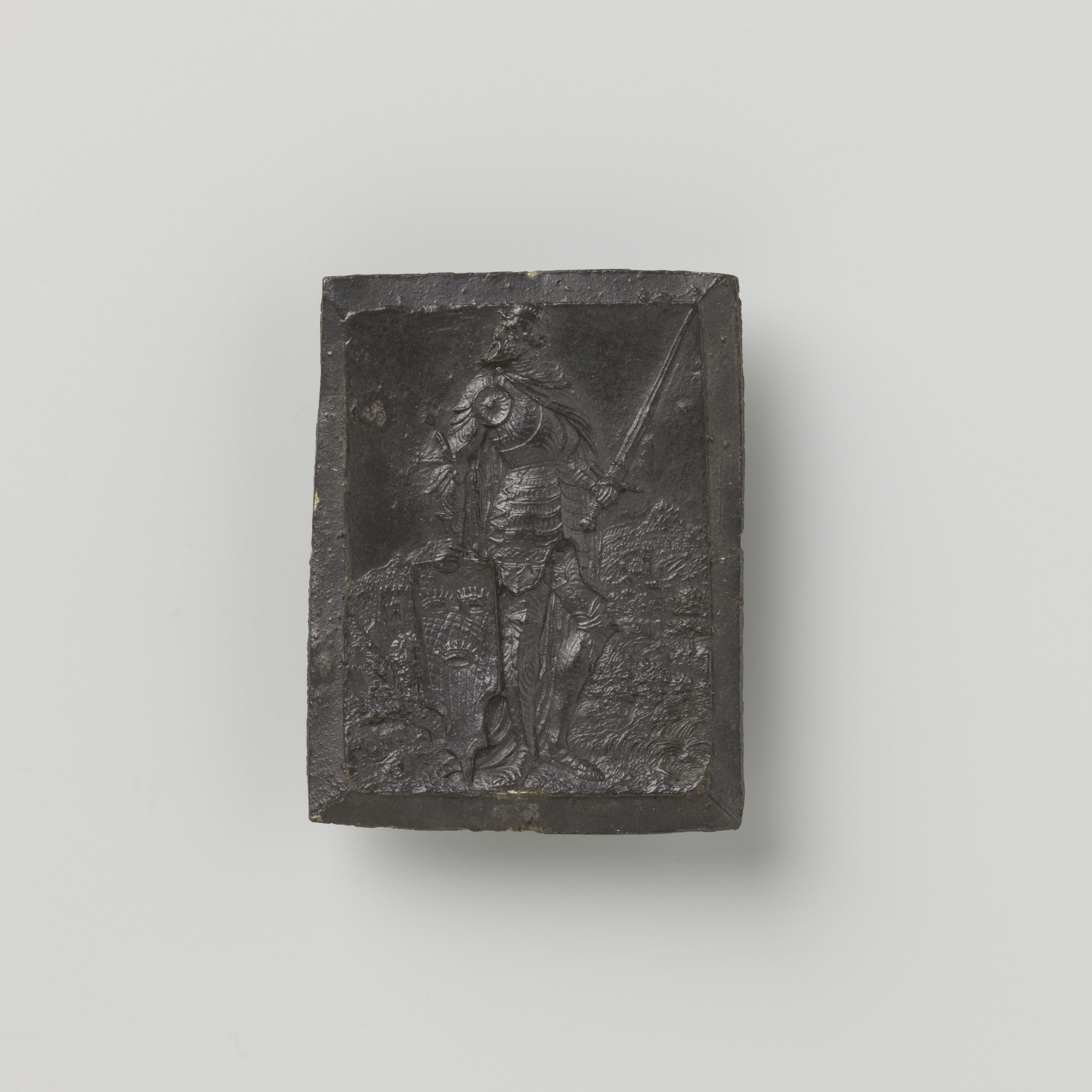
Царь Аріовіст

Лідер едуїв вимагав від Цезаря перемогти Аріовіста та усунути загрозу німецького вторгнення, інакше їм доведеться шукати притулку в новій землі. Цезар не лише мав відповідальність за захист давньої вірності едуїв, але ця пропозиція дала можливість розширити кордони Риму, зміцнити лояльність всередині армії Цезаря та встановити його як командувача римськими військами за кордоном. Проте необхідно було необхідно було обміркувати ситуацію, адже Сенат оголосив Аріовіста «царем і другом римського народу» в 59 році до н.е., тому Цезар не міг легко оголосити війну племені свевів. Цезар сказав, що не може ігнорувати біль, який зазнали едуї, і поставив Аріовісту ультиматум, вимагаючи, щоб жоден представник германського племені не перетнув Рейн, повернув полонених едуїв, адже він захистить їх самих та інших друзів Риму. Хоча Аріовіст запевнив Цезаря, що заручники-едуї будуть у безпеці, поки вони продовжуватимуть платити щорічну данину, він зайняв позицію, що він і римляни були завойовниками і що Рим не мав юрисдикції над його діями. Цезар авторитетом своєї армії або іменем римського народу, міг стримати більшу кількість германців від перетину Рейну і міг захистити всю Галлію від шкоди Аріовіста. З нападом харудів на едуїв і повідомленням про те, що сотня кланів свебів намагалися перетнути Рейн до Галлії, Цезар отримав необхідне виправдання, щоб почати війну проти Аріовіста в 58 році до н.е.

## Передумови битви
Цезар був неподалік — ймовірно біля поселення Бібракта або поряд із ним, де щойно здобув велику перемогу над гельветами та іншими кельтськими племенами й розгромив залишки їхніх військ, після чого дозволив їм оселитися на землях едуїв. Оскільки після бою вціліли одиничні загінці, едуї виявили до них поблажливість. Цезар, ймовірно, одразу рушив у долину річки Сони.

Галлія на момент битви

Аріовіст, будучи досвідченим полководецем, визнав Весонціо ключовим пунктом у стратегії долину й попрямував туди. Натомість Цезар, щоб уникнути засідок у лісах та на околицях, за порадою друїда Дівіціака обрав обхідний, проте безпечніший шлях. Рухаючись на північний схід, вони дісталися гірського масиву Вогезів. Через сім днів розвідники донесли, що головні сили германців (за підрахунками Цезаря — 35000 тяжких піхотинців, 16 000 легкоозброєних та 6000 кіннотників) розташовані приблизно за 24 римські милі (близько 35 км). Встановивши зв'язок із ворогом, римляни розбили табір на притоці Рейну — річці Фельті.

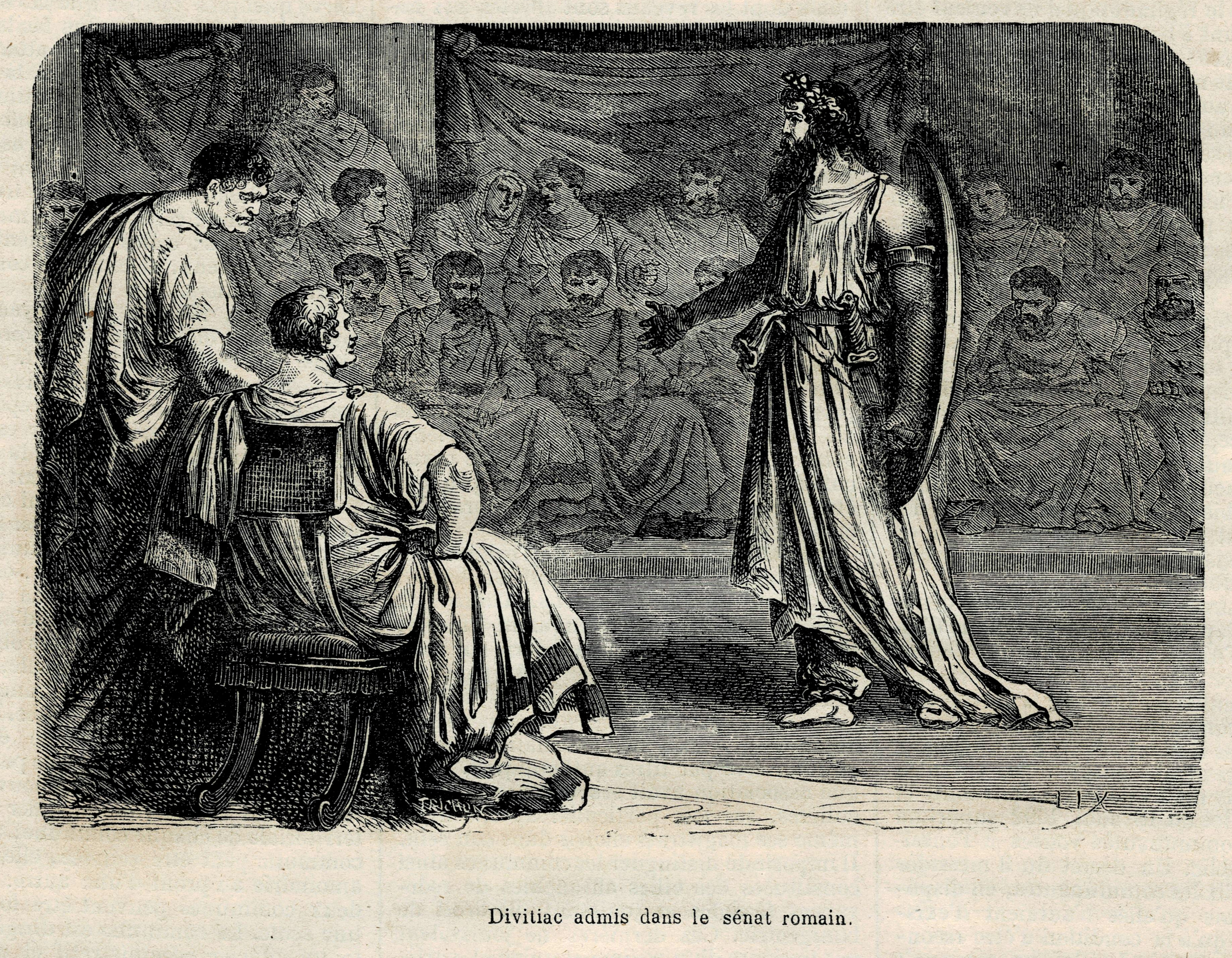
Прибуття Дівіціака до римського сенату(благання отримати допомогу проти германського царя Аріовіста)

Цезар мусив приборкати паніку в легіонерів, які вважали германців значно вправнішими воїнами. Він скликав раду й докорив центуріонам, що вони занепокоїли війська замість просто виконувати накази. В одній із відомих промов він закликав їх до дисципліни й попередив, що наступного ранку вестиме в бій лише 10-й легіон — про доблесть якого не сумнівався.
Везонціо знаходилося приблизно за 75 римськими милями (приблизно 121 км) від Рейну. Дізнавшись, що римська армія перебуває всього за день шляху від його табору, Аріовіст зв'язався з Цезарем і запропонував зустріч. Цезар, відомий тим, що давав противникові останній шанс, погодився, сподіваючись домовитись або вдати спробу до примирення. Домовилися зустрітися верхи в супроводі лише кінноти. Цезар привів вершників 10-го легіону, які жартували, що їх «підвищили до лицарів» — звідси й виникло прізвисько «Еквестріс».. Зустріч на високому пагорбі між двома таборами, охоронці яких стояли за кілька сотень ярдів, — безперечно рідкісний епізод в історії переговорів. Обидві сторони мали змогу без посередників викласти свої позиції. Цезар наполягав на вірності Риму, тоді як Аріовіст стверджував, що саме едуї першими напали на нього.
За свідченням Цезаря, Аріовіст:
… «Не був настільки дикунським і необізнаним, щоб не розуміти, що едуї під час війни з алоброгами не підтримали римлян і не отримали від Риму жодної допомоги у своєму протистоянні з алоброгами та секванами».
Аріовіст описав офіційну римську дружбу як обман, і виголосив зі своїх вуст ще одне дивовижне пророцтво скоріше за все від германських жінок-провидиць, які всіляко підбадьорували його та військо: 
… «Я міг би здобути справжню дружбу багатьох провідних людей у Римі, убивши тебе.»
Крім того, римський сенат, за його словами, постановив, що Галлія повинна керуватися своїми власними законами і тому повинна бути вільною. На той час Цезарю довелося втекти до своїх охоронців, оскільки німецька кавалерія почала атакувати.
Після цього Аріовіст знову запросив Цезаря до переговорів, але той, сумніваючись у довірі до германців, послав до нього двох молодших офіцерів — Гая Валерія Процилла та Марка Метція. Вони знайшли Аріовіста під час просування його армії, але були схоплені і закуті в кайдани. У результаті обидві сторони дійшли висновку, що вирішення конфлікту можливе лише збройним зіткненням.

## Військові дії та результат битви
Протягом наступних кількох днів Аріовіст пересунув свій табір на відстань близько двох римських миль від табору Цезаря, прикриваючи цей рух сутичками кінноти. Германці сформували спеціальні загони, що складалися з кавалерії та рівної кількості легкоозброєної піхоти, завдання якої полягало в підтримці вершників — як індивідуально, так і групами, що затримувалися в бою. Вояки Цезаря щодня займали бойовий порядок біля стін табору, але сутички більше не переростали в загальне зіткнення. Зрештою, з-під носа армії римлян Аріовіст перерізав їхню лінію постачання й ізолював табір Цезаря.

Німці не наважувалися розгорнути повномасштабний штурм — їхні «святі» жінки з'ясували в гаданнях, що битву слід починати лише з молодиком. Водночас істинною причиною утримання облоги стало прагнення виморити римлян голодом. За свідченням Діона Кассія: 
…«Германці зайняли схил пагорба над табором, неподалік Порти Квесторії — воріт, через які доставляли провізію.»
Розуміючи своє все більш важке становище, Цезар взяв звичайний курс дій, який він сміливо продовжував би в наступних походах, тобто відійшов від ворога і переніс театр війни на інші зручні для нього позиції. Щоб змусити германців змінити тактику, на шостий день Цезар на чолі чотирьох легіонів поспішним безпечним маршем покинув табір і, наслідуючи маневр Аріовіста, цього разу обійшов ворожі позиції з півдня. На відстані близько одного кілометра від головного табору германців, здивовані швидкістю їх дій, римляни почали будівництво нового, меншого табору. Третина легіонерів копала траншеї і будувала укріплення, а решта легіонерів зі зброєю в руках прикривали робітників і відбивали атаки воїнів. Не підозрюючи про зростаючу загрозу, Аріовіст не відправив у бій всю свою армію, що було його головною тактичною помилкою. Це полегшило завдання римлянам, які, побудувавши міцні укріплення та залишивши під своїм прикриттям два легіони та деякі галльські допоміжні війська, швидко повернулися до старого табору. Тому Цезар ризикнув розділити свої сили, щоб спонукати ворога діяти активніше.
Наступного дня римська армія знову зайняла бойовий порядок, але германці не вийшли на відкрите поле. Дослідивши обстановку, Аріовіст наказав атакувати менший табір, а свеби пішли в штурм укріплень, імовірно, лише частиною своїх сил. Якби він кинув у бій усе військо, Цезар, без сумніву, виставив би усі легіони. Бій тривав до заходу сонця й завершився майже рівними втратами. Полонені германці свідчили, що вождь не вступав у бій, оскільки пророцтво «святих» жінок пророкувало перемогу лише з молодиком. Цезар, однак, не міг чекати, тому наступного ранку вирішив атакувати ворожий табір безпосередньо.
На ранок шість легіонів вийшли з обох таборів, вишикувавшись у потрійний стрій. Кожен легіон у три лінії когорт — чотири в першій лінії, три в другій лінії і три в третій лінії, також розташовані в шаховому порядку. Давши сигнал до атаки, легіони рушили прямо до табору германців, які розташували свої колісниці у формі півмісяця, щоб прикрити тил і фланги власного формування. Воїнів підбадьорювали жінки та діти, які за давнім звичаєм криком і сльозами закликали до хороброго бою. Ворожий табір захищав обоз, підтягнутий позаду німецьких сил, яким тепер потрібно було або битися, або тікати. Звичайний хор голосіння жінок був розміщений на вагонах. Наскільки це дійсно вплинуло на німецьких солдатів, незрозуміло. Ідея полягала в тому, щоб поставити плем'я в ситуацію, коли вони повинні бути переможцями або бути знищеними разом зі своїми жінками та дітьми. Германці сформували етнічну групу до римлян: харуди, маркоманни, трибоки, вангіони, немети, седусії та свеби. Мабуть, їм не вистачало резерву, і римляни дотримувалися усталеної практики: два підрозділи вперед до одного ззаду.
Не маючи часу на підготовку, германські племена вишикувались у сім великих підрозділів за племінною приналежністю. Їхнє ліве крило було явно слабішим чисельно, і тому Цезар, помітивши цей факт, негайно посилив своє праве, бажаючи розбити там ряди ворога (тому він використовував тип похилого формування, який так любив Олександр Македонський, яким захоплювався Цезар). На чолі кожного легіону лейтенанта і квестора, щоб кожен міг мати їх як свідків своєї чесноти. Германці з диким криком побігли назустріч римлянам, які викинули пілу і зімкнулися. У рукопашному бою відразу виявилася перевага римської дисципліни і тактики над сильними і відважними германськими воїнами, які, однак, не мали тактичної організації на полі бою. Праве крило римської армії, дотримуючись принципу економії сил, почало відтісняти германців, серед яких поволі поширювалася паніка. На лівому крилі, навмисно ослабленому Цезарем, ситуація була невизначеною, поки не втрутився легат Публій Ліциній Красс (син тріумвіра Марка Ліцинія Красса), який ввів у бій третю лінію когорт і розпочав рішучу атаку по всьому фронту.
Після кількох годин бою германське ліве крило було «згорнуте» наступаючим римським правим, і воїни, загрожуючи оточенням, у паніці розбіглися. Більшість попрямувала до Рейну, сподіваючись, що римляни не будуть переслідувати їх через річку. Однак, оскільки Рейн знаходився приблизно в 25 км від місця зіткнення, багато германців не дійшли до нього. Деяким, у тому числі самому царю Аріовісту, вдалося переплисти річку на човнах або вплав. Решта були вирубані римською кавалерією легата Публія Ліцинія Красса, включаючи обох дружин Аріовіста та одну з його дочок, ще одна дочка потрапила в полон. Обидва посланці Цезаря були врятовані неушкодженими, щоб розповісти про свої жахливі пригоди, коли германці обговорювали (в їхній присутності), чи слід їх спалити тоді чи пізніше. Цезар сказав, що зустріч із Гаєм Валерієм Проциллом  і звільнення його від ланцюгів принесло йому таке ж задоволення, як і перемога, що дає певне уявлення про емоційний клімат військ Цезаря. Офіцери були своєрідною родиною.

## Наслідки битви та подальша доля германців
Германські племена, які приєдналися до свебів у їхньому нападі, тепер купили мир, обернувшись проти них і атакувавши їх під час відступу. Лише за кілька днів у свебів було позбавлено можливості здійснювати будь-який наступ над Рейном або на ньому, чого вони наполегливо уникали протягом деякого часу, знайшовши притулок у Шварцвальді як майбутні аламанни.
Можливо, Аріовісту вдалося втекти, але малоймовірно, що він зберіг якусь посаду в племінному становищі армії свебів. Коли в 55 р. до н.е. свеби вигнали Усіпетів і Тенктерів зі своїх земель, він не згадувався. Він помер наприкінці 54 року до нашої ери, коли його смерть, як кажуть, викликала обурення серед германців. Коли повідомили про цю битву за Рейном, свеби, які підійшли до берегів Рейну, почали повертатися додому. Вони помітили, що ті, хто жив біля Рейну, налякані, вони погналися за ними і вбили їх велику кількість.
Після завершення двох великих кампаній за одне літо Цезар розмістив свою армію на зимові квартири в землях секванів трохи раніше, ніж зазвичай, поклавши відповідальність за забезпечення зимівлі на Тита Лабієна. Сам він відправився в далеку Галлію для проведення переговорів. Питання щодо приналежності Ельзасу набуло особливого історичного значенн. Сам він вирушив до дальшої Галлії, щоб проводити зустрічі. Питання про те, кому належав Ельзас, має історичне значення.
На початку періоду імперії ті самі германські племена, що воювали за Аріовіста, осіли по обидва боки Рейну в Ельзасі. Уже змішані етнічно й, можливо, не розмовляючи німецькою, вони зайняли колишні землі боїв за угодою з римлянами та виступаючи захисниками проти свевів. Довго й віддано служачи Риму, на їхніх землях утворилася провінція Верхня Німеччина. Що ж до германців, які оселилися серед кельтів,— про їхню долю відомо небагато; жодних свідчень про етнічні чистки немає, тож найімовірніше вони поступово інтегрувалися в романо-кельтське населення.